# Galiomyza takakoae
Galiomyza takakoae är en tvåvingeart som beskrevs av Mitsuhiro Sasakawa 1954. Galiomyza takakoae ingår i släktet Galiomyza och familjen minerarflugor. Inga underarter finns listade i Catalogue of Life.